# Staurogyne parva
Staurogyne parva är en akantusväxtart som beskrevs av Braz och R.Monteiro. Staurogyne parva ingår i släktet Staurogyne och familjen akantusväxter. Inga underarter finns listade i Catalogue of Life.